# Jordy Thomassen
Jordy Thomassen ('s-Hertogenbosch, 15 aprile 1993) è un calciatore olandese, attaccante del De Treffers.

## Caratteristiche tecniche
È un centravanti.

## Carriera
Cresciuto nelle giovanili del Den Bosch, ha esordito il 15 aprile 2013 in occasione del match di campionato vinto 5-1 contro l'Almere City.